# 加利钦
加利钦是奥地利克恩顿州弗尔克马克特县的一个市镇。总面积46.8平方公里，总人口1803人，人口密度38.5人/平方公里（2005年）。